# Nie dotykać łupu
Nie dotykać łupu(org. Touchez pas au grisbi) – film gangsterski produkcji francusko-włoskiej z 1954 roku w reż. Jacquesa Beckera. Ekranizacja  powieści Alberta Simonina z 1953 roku pod tym samym tytułem, pierwsza część trylogii filmowej o przygodach gangstera Maxa "Mentora". 

## Fabuła
Stary, rutynowany gangster Max wraz ze swoim kumplem Ritonem dokonują zuchwałej kradzieży 50 kilogramów złota. Niestety Riton chwali się tym wyczynem swojej kobiecie Josy, a ta wygaduje się innemu gangsterowi imieniem Angelo. Angelo postanawia przejąć łup. W tym celu próbuje porwać Maxa, ale stary wyga nie daje się podejść. Angelo bez trudu uprowadza natomiast Ritona, a następnie składa Maxowi propozycję: złoto w zamian za uwolnienie kumpla. Max zgadza się bez wahania. Angelo nie gra jednak fair. W umówionym miejscu, tuż po wymianie, jego ludzie próbują zlikwidować Maxa i Ritona. Doświadczony Max jest jednak przygotowany na taką ewentualność. W strzelaninie ginie Angelo i jego ludzie, jednak ciężko ranny zostaje Riton, a złoto przepada w płonącym samochodzie gangsterów Angelo. Następnego dnia rano, Max jak gdyby nigdy nic spożywa posiłek wraz ze swoją piękną przyjaciółką. Jego stoickiej postawy wobec tego o czym piszą gazety i mówią jego znajomi nie jest w stanie zmącić nawet wiadomość ze szpitala o śmierci Ritona. 

## Obsada
- Jean Gabin – Max
- René Dary – Riton
- Jeanne Moreau – Josy
- Dora Doll – Lola
- Marilyn Bufferd – Betty
- Paul Œttly – Oscar
- Delia Scala – Huguette
- Paul Barge – Eugène
- Lino Ventura – Angelo
- Vittorio Sanipoli – Ramon
- Daniel Cauchy – Fifi
- Angelo Dessy – Bastien
- Bouvette – taksówkarz
- Denise Clair – właścicielka restauracji
- Michel Jourdanv – Marco
- Paul Frankeur – Pierrot
- Gaby Basset – Marinette
- Lucilla Solivani – Nana
- Pierre Moncorbier – barman

i inni. 

## O filmie
Nie dotykać łupu zaliczany jest do czołowych osiągnięć francuskiego kina gangsterskiego i uważany za jeden z najważniejszych filmów Jacquesa Beckera oraz francuskiej odmiany gatunku noir. Interpretowany jako francuski odpowiednik Asfaltowej dżungli Hustona z 1950, obok Rififi Julesa Dassina był wzorem do naśladownictwa dla francuskich filmów o tematyce gangsterskiej w latach późniejszych. Jak pisze polska krytyk filmowa Alicja Helman, złożyły się na to "niezwykła precyzja roboty filmowej i sposób potraktowania tematu". 
Obraz daleko przewyższał literacki pierwowzór – przeciętną pozycję "czarnej serii". To, co francuski film odróżniało od amerykańskich pierwowzorów, było pytanie czym jest prawo, postawione świetle relacji międzyludzkich, łączących bohaterów: "Wątek przyjaźni gangsterów należy wprawdzie do tradycyjnych, ale Becker wydobył z niego nowe wartości. Bohaterowie są wprawdzie przestępcami z punktu widzenia prawa, ale są prezentowani w sytuacjach, które raczej każą pytać, czym jest prawo, niż kwestionować wewnętrzną prawdę bohaterów". Chociaż początek francuskiego filmu gangsterskiego datuje się na koniec lat 30. (Pépé le Moko z 1937), film Beckera był na swój sposób filmem nowym. W przeciwieństwie do innych francuskich filmów gangsterskich tego okresu nie kopiował wzorców amerykańskich – "rozpoznawalne francuskie postacie w niewątpliwie francuskim wydaniu. Prawdziwie francuski film noir zamiast mdłej kopi Hollywood".    
Obraz został entuzjastycznie przyjęty przez krytykę europejską. Otrzymał nominację do Złotego Lwa na MFF w Wenecji w 1954 roku. W 1998 czołowe, francuskie czasopismo o tematyce filmowej Positif uznało go za najlepszy francuski film kryminalny jaki kiedykolwiek powstał. W rankingu popularnego, filmowego serwisu internetowego Rotten Tomatoes film posiada obecnie (2024) najwyższą, stuprocentową, pozytywną ocenę "czerwonych pomidorów". 

...jedna z najwspanialszych historii opowiedzianych w filmie o „starości i przyjaźni”

Film spotkał się również dużym uznaniem ze strony publiczności - we Francji obejrzało go 5 mln. widzów. Tylko w tym kraju przyniósł 4,7 mln. dolarów wpływów. Film miał swoją premierę w Stanach Zjednoczonych w lipcu 1959 (jako Grisbi). Również otrzymał pozytywne recenzje.  
Nie dotykać łupu był również udanym powrotem Jeana Gabina do czołówki gwiazd francuskiego kina, po dziesięcioletniej serii występów w nieudanych produkcjach. Aktor otrzymał nagrodę dla najlepszego aktora na MFF w Wenecji w 1954. Był to debiut aktorski i początek wielkiej kariery innego francuskiego  aktora – Lino Ventury (który wystąpił w nim jeszcze pod własnym nazwiskiem Angelo Borrini).

## Linki zwnętrzne
- Nie dotykać łupu w bazie IMDb (ang.)
- Nie dotykać łupu w bazie Filmweb